# Alberta Highway 43

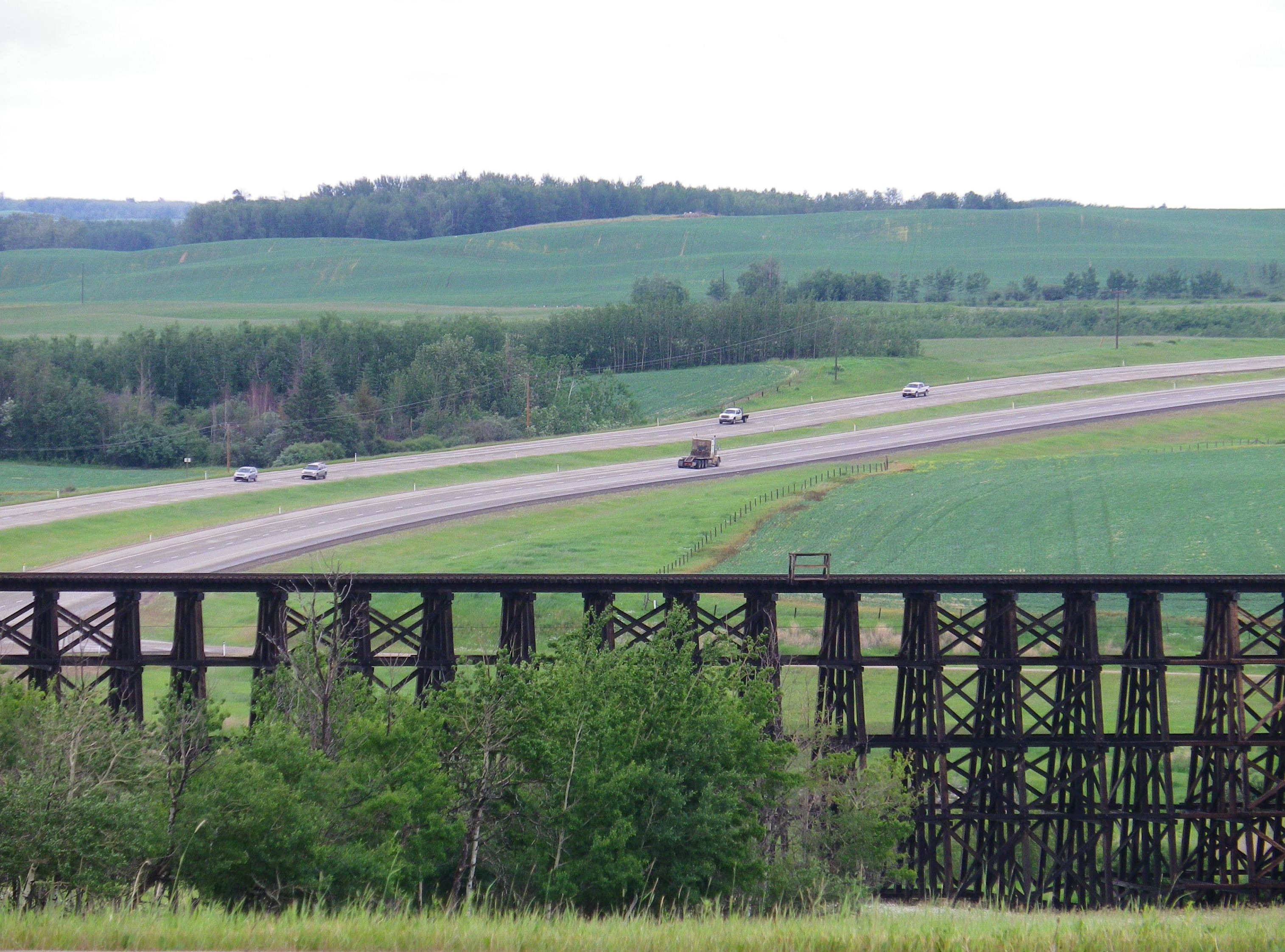
Eine der letzten Holzbahnbrücken bei Sangudo über Highway 43

Der Alberta Highway 43 befindet sich im Westen der kanadischen Provinz Alberta, er hat eine Länge von 499 km. Die Route ist im National Highway System als Core Route geführt.
Der Highway 43 ist Bestandteil des CANAMEX Corridor. Diese Handelsroute wurde im Rahmen des Nordamerikanischen Freihandelsabkommens definiert und dient dem Transport zwischen Kanada, den Vereinigten Staaten und Mexiko.

## Verlauf
Der British Columbia Highway 2 stellt die westliche Fortsetzung des Highway 43 dar, sie führt nach Dawson Creek zum British Columbia Highway 97, dem Alaska Highway. Beginn des Highways ist in der Nähe des Weilers Demmitt, er führt von dort aus in südöstlicher Richtung nach Grande Prairie. Dort trifft er auf das nördliche Ende von Highway 40, der von hier aus die Rocky Mountains erschließt. In Grande Prairie biegt die Route nach Norden hin ab; nach ca. 5 km, am Abzweig von Highway 2, verläuft die Route wieder ostwärts. In Valleyview erfolgt eine 90°-Kurve nach Süden hin, ab Fox Creek ist die Wegrichtung nach Südosten bis Onoway. Die letzten 18 km verlaufen wieder nach Süden hin. Bei Manly Corner, ca. 60 km westlich von Edmonton, mündet die Route in Highway 16, dem Yellowhead Highway und endet dort.

## Ausbau
Es ist geplant, den Highway komplett vierspurig auszubauen. Zahlreiche Anschlussstellen sollen in diesem Zug dann kreuzungsfrei erstellt werden. Darüber hinaus soll die bereits begonnene Umfahrung von Grande Prairie (Highway 43X) weitergebaut werden.